# Marielle Franco
Marielle Francisco da Silva, conhecida como Marielle Franco (Rio de Janeiro, 27 de julho de 1979 – Rio de Janeiro, 14 de março de 2018), foi uma socióloga, ativista e política brasileira.
Era filiada ao Partido Socialismo e Liberdade (PSOL), e elegeu-se vereadora do Rio de Janeiro para a Legislatura 2017-2020, durante a eleição municipal de 2016, com a quinta maior votação. Marielle defendia o feminismo, os direitos humanos, e criticava a intervenção federal no Rio de Janeiro e a Polícia Militar, tendo denunciado vários casos de abuso de autoridade por parte de policiais contra moradores de comunidades carentes.
Em 14 de março de 2018, foi assassinada a tiros junto de seu motorista, Anderson Pedro Mathias Gomes, no Estácio, Região Central do Rio de Janeiro. No dia 24 de março de 2024, os irmãos Domingos Brazão e Chiquinho Brazão, com o delegado Rivaldo Barbosa, foram presos, acusados de serem os mandantes do atentado contra Marielle Franco em março de 2018.

## Juventude
Marielle Franco era filha de Marinete Francisco e Antonio da Silva Neto. Com criação católica, nasceu e cresceu em uma favela do Complexo da Maré, no subúrbio carioca, e se apresentava com orgulho como "cria da Maré". Em 1990, aos 11 anos, começou a trabalhar junto dos pais como camelô, juntando dinheiro para ajudar a pagar seus estudos. Aos dezoito anos deixou a função de vendedora ambulante e começou exercer a função de educadora infantil em uma creche, onde ficou por dois anos. Na adolescência, dos 14 aos 17, foi dançarina da equipe de funk Furacão 2000.
Em 1998, deu à luz a sua primeira e única filha, Luyara, fruto de um relacionamento temporário. Naquele mesmo ano, matriculou-se na primeira turma de pré-vestibular comunitário oferecido aos jovens das favelas do Complexo da Maré. Em 2000, começou a militar pelos direitos humanos, depois de uma de suas amigas ser atingida fatalmente por uma troca de tiros entre policiais e traficantes na Maré.

### Educação
Em 2002, ingressou na Pontifícia Universidade Católica do Rio de Janeiro (PUC-Rio), graduando-se em ciências sociais com uma bolsa de estudos integral obtida pelo Programa Universidade para Todos (Prouni). Após se graduar em Ciências Sociais, concluiu um mestrado em administração pública pela Universidade Federal Fluminense (UFF), onde defendeu a dissertação intitulada "UPP - A redução da favela a três letras: uma análise da política de segurança pública do Estado do Rio de Janeiro".

## Carreira política

### Assessora parlamentar

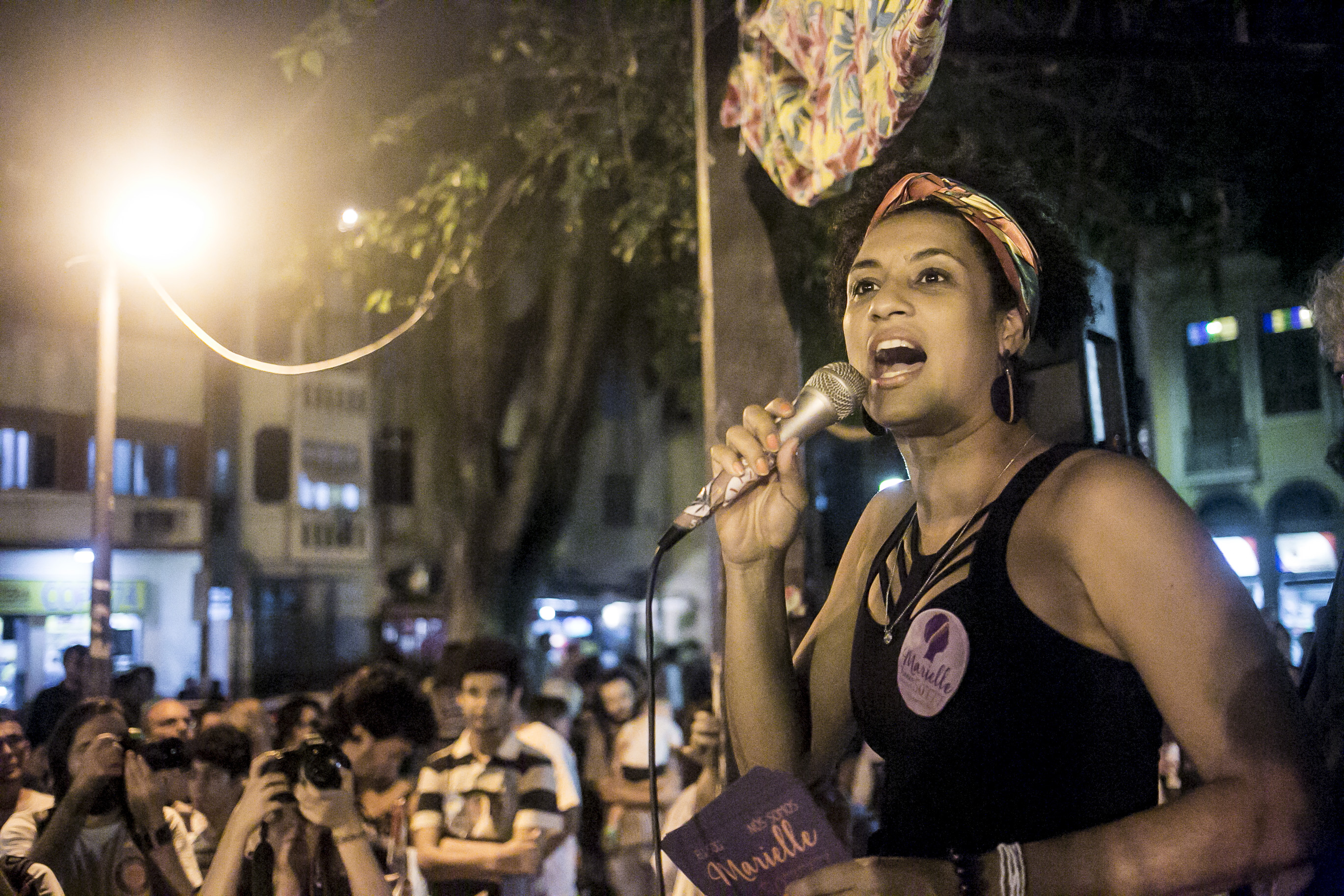
Franco em agosto de 2016

Na eleição estadual carioca de 2006, Franco integrou a equipe de campanha que elegeu Marcelo Freixo à Assembleia Legislativa do Estado do Rio de Janeiro (ALERJ). Com a posse de Freixo, foi nomeada assessora parlamentar do deputado, trabalhando com ele por dez anos.
Franco assumiu a coordenação da Comissão de Defesa dos Direitos Humanos e Cidadania da ALERJ, onde prestou auxílio jurídico e psicológico a familiares de vítimas de homicídios ou policiais vitimados.
Um dos casos que ela ajudou a solucionar foi o de um policial civil assassinado por um colega. De acordo com um ex-comandante da Polícia Militar que trocava informações com Franco sobre policiais mortos, "É uma bobagem dizer que não defendia policiais".

### Vereadora
Em 2016, na sua primeira disputa eleitoral, foi eleita vereadora na capital fluminense pela coligação Mudar é possível, formada pelo PSOL e pelo Partido Comunista Brasileiro (PCB). Com mais de 46 mil votos, foi a quinta candidata mais votada no município e a segunda mulher mais votada ao cargo de vereadora em todo o país, atrás apenas de Rosa Fernandes.

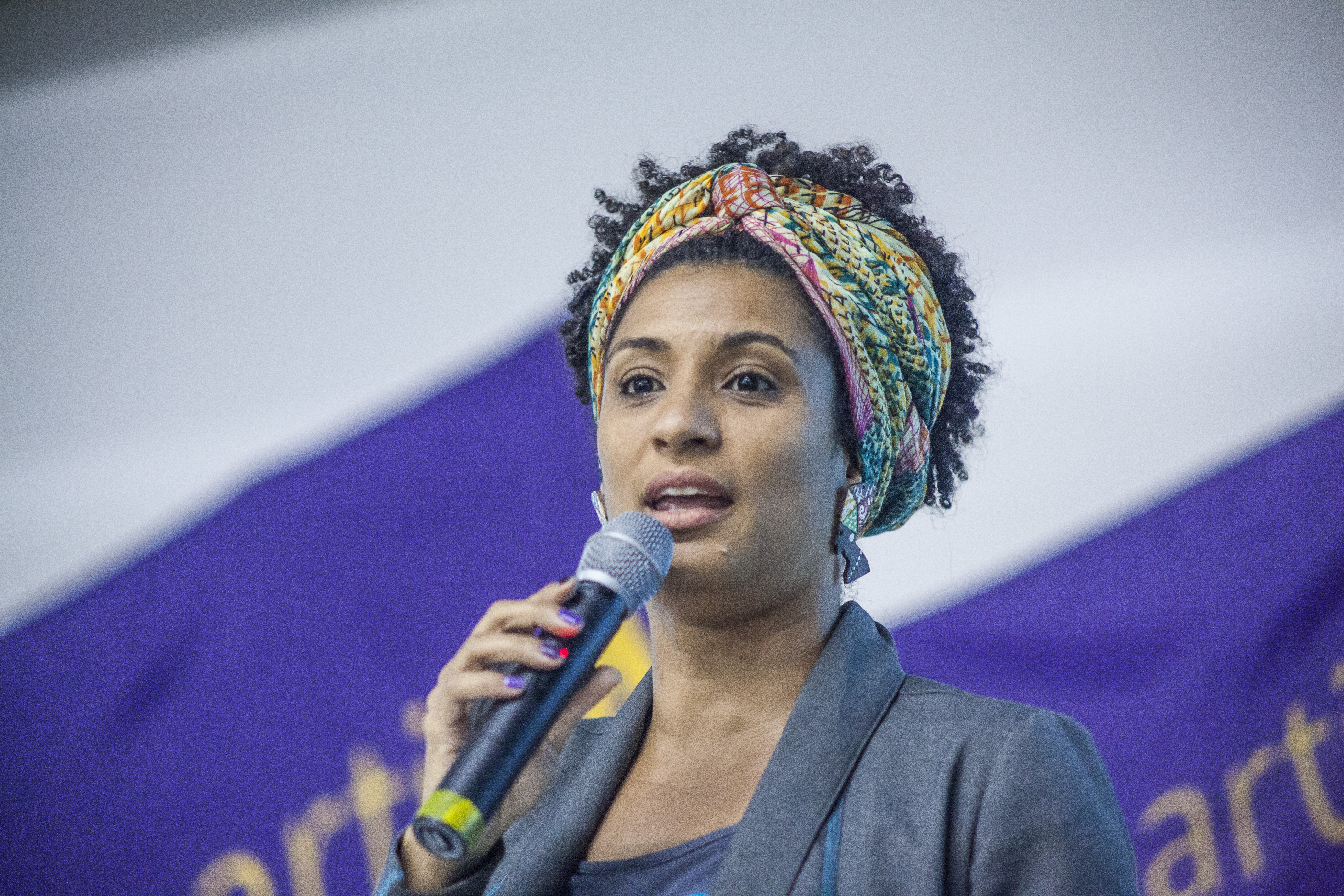
Franco em um debate em setembro de 2016

Na Câmara Municipal, presidiu a Comissão de Defesa da Mulher e integrou uma comissão composta por quatro pessoas, cujo objetivo era monitorar a intervenção federal no Rio de Janeiro, sendo escolhida como sua relatora em 28 de fevereiro de 2018. Era crítica da intervenção federal, assim como criticava e denunciava constantemente abusos policiais e violações aos direitos humanos.
Como vereadora, Franco também trabalhou na coleta de dados sobre a violência contra as mulheres, pela garantia do aborto nos casos previstos por lei e pelo aumento na participação feminina na política. Em pouco mais de um ano, redigiu e firmou dezesseis projetos de lei, dois dos quais foram aprovados: um que regulou o serviço de mototáxi e a Lei das Casas de Parto, visando a construção desses espaços, cujo objetivo era fornecer a realização de partos normais.
Suas proposições legislativas buscavam garantir apoio aos direitos das mulheres, à população LGBT, aos negros e moradores de favelas. Em agosto de 2017, os vereadores cariocas rejeitaram, por 19 a 17, sua proposta para incluir o Dia da Visibilidade Lésbica no calendário municipal.

#### Desempenho eleitoral
| Ano  | Cargo                       | Coligação                   | Votos  | Percentual | Resultado | Ref.   |
| ---- | --------------------------- | --------------------------- | ------ | ---------- | --------- | ------ |
| 2016 | Vereadora do Rio de Janeiro | Mudar é possível (PSOL/PCB) | 46 502 | 1,59%      | Eleita    | [ 30 ] |

## Assassinato

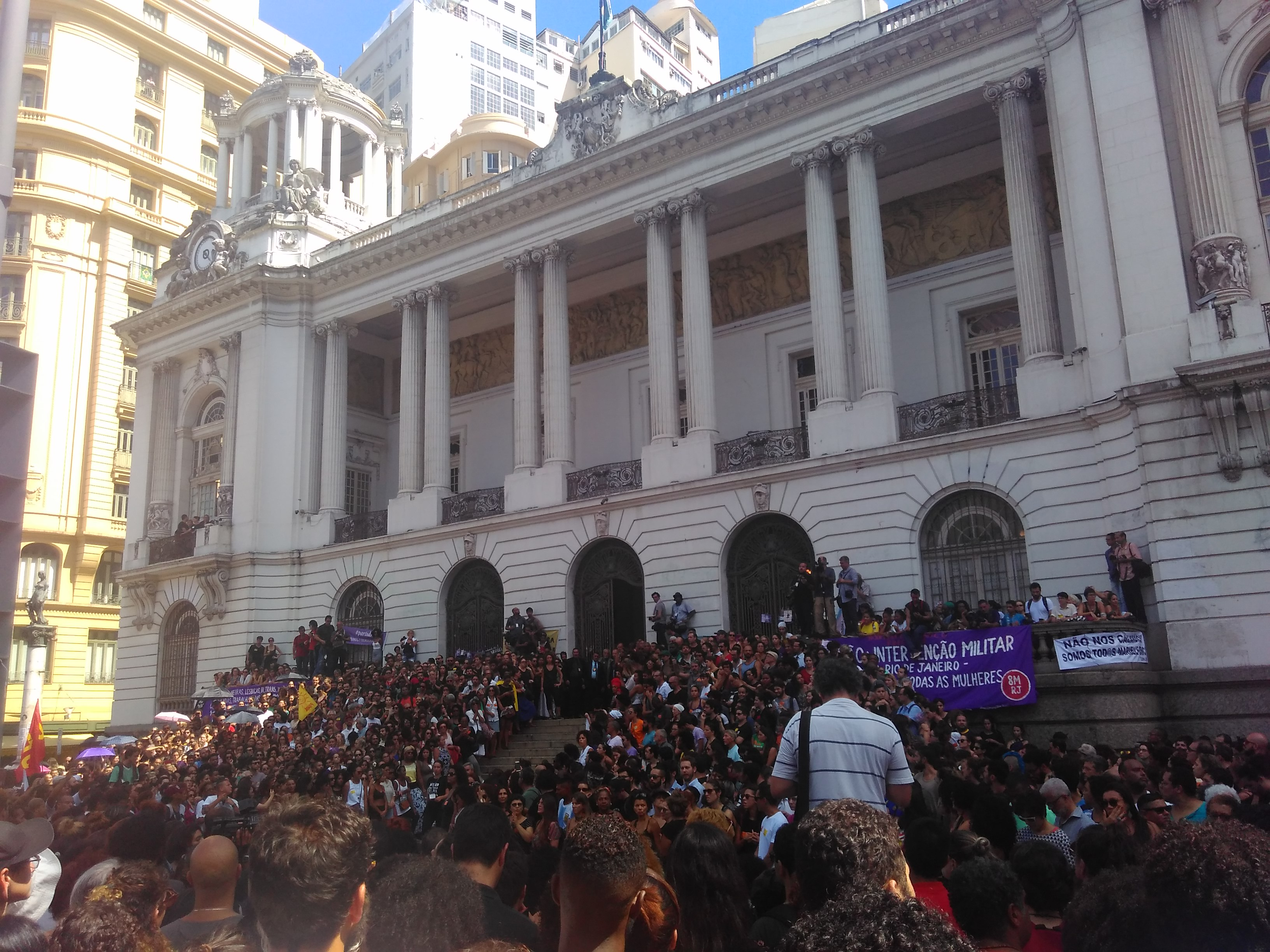
Velório de Marielle Franco na Câmara Municipal do Rio de Janeiro, em 15 de março de 2018.

Marielle chegou à Casa das Pretas, na rua dos Inválidos, na Lapa, para mediar um debate promovido pelo Partido Socialismo e Liberdade (PSOL) com jovens negras, por volta das dezenove horas. Segundo imagens obtidas pela polícia, um Cobalt com placa de Nova Iguaçu, município da Baixada Fluminense, estava parado próximo ao local.
Por volta das vinte e uma horas, Marielle deixou a Casa das Pretas com uma assessora e um motorista, sendo logo seguida por um carro do mesmo modelo que estava parado próximo ao local. Por volta das vinte e uma horas e trinta minutos, na Rua Joaquim Paralhes, no Estácio, região central da cidade, um veículo emparelha com o carro de Marielle e faz treze disparos. Nove acertam a lataria e quatro acertam o vidro.
A vereadora foi atingida por três tiros na cabeça e um no pescoço e o motorista Anderson Pedro Mathias Gomes levou ao menos três tiros nas costas, o que causou a morte de ambos.A assessora foi atingida por estilhaços, levada a um hospital e liberada. A polícia declarou acreditar que o carro dela foi perseguido por cerca de quatro quilômetros. Os executores fugiram do local sem levar quaisquer bens.
Após ser velado na Câmara Municipal carioca, com a presença de milhares de pessoas, o corpo de Franco foi enterrado em 15 de março, no Cemitério São Francisco Xavier (Cemitério do Caju), no Rio de Janeiro.

### Repercussão

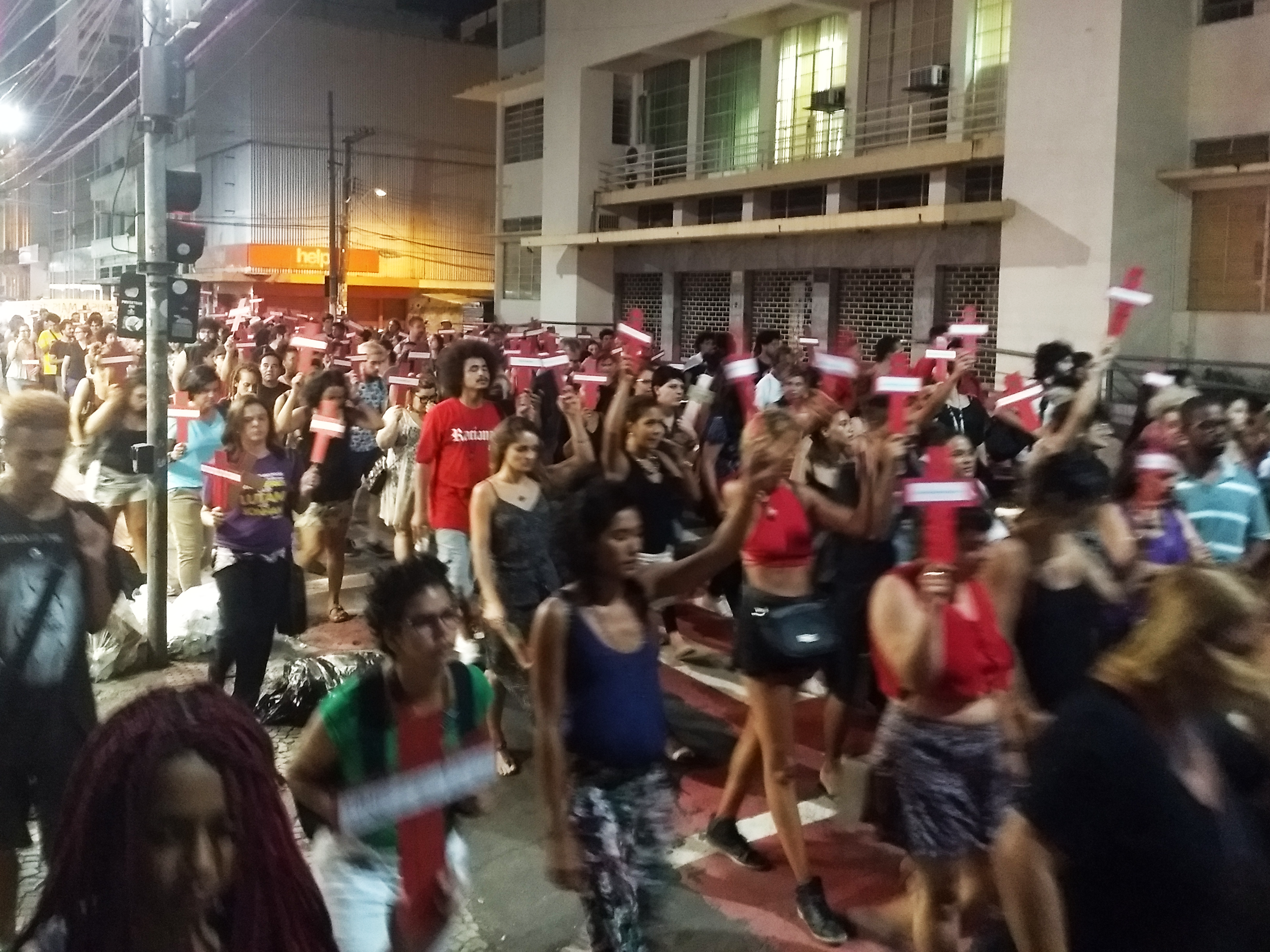
Passeata realizada em Vitória, Espírito Santo por conta dos assassinatos em 15 de março de 2018.

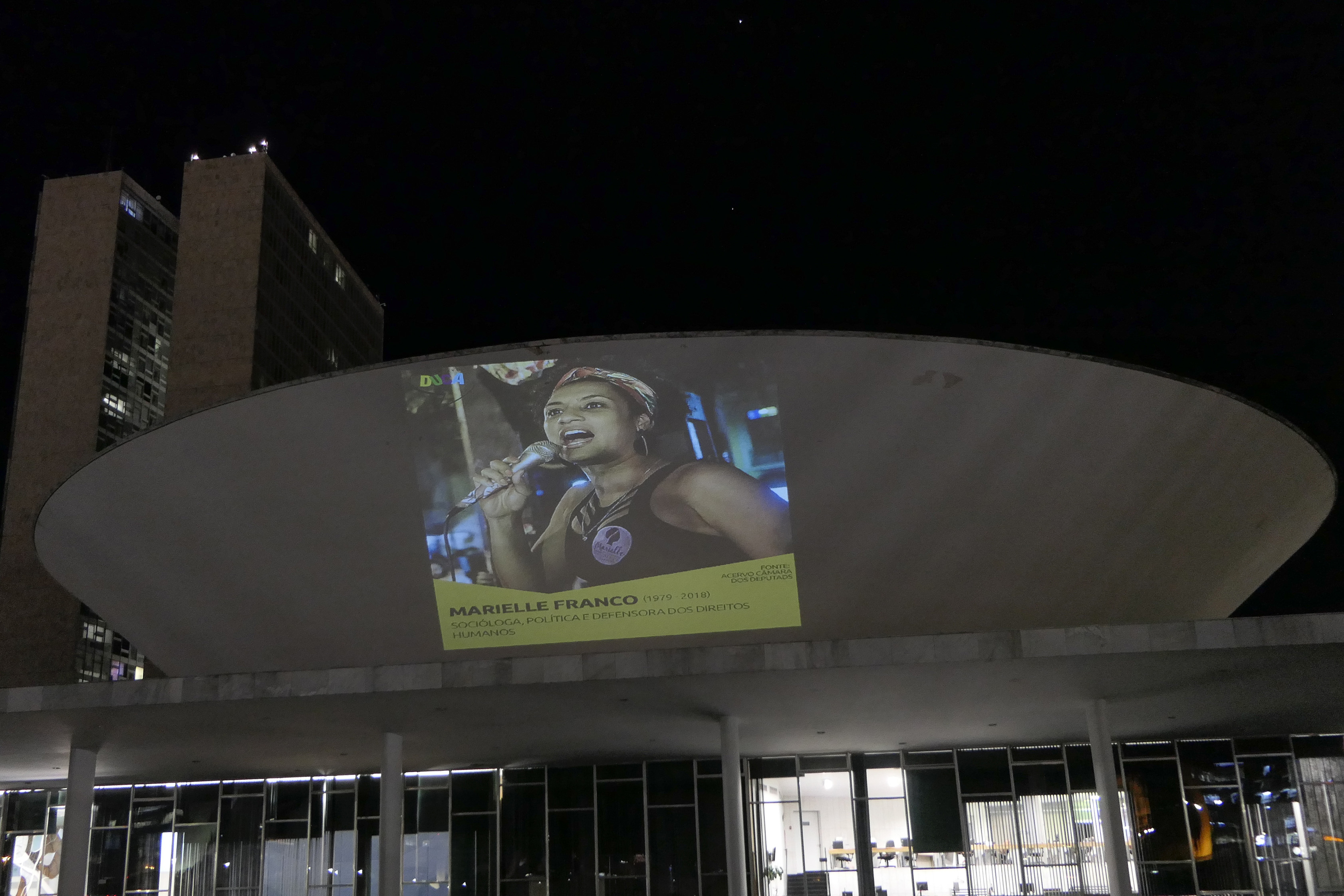
Projeção de foto de Marielle no Congresso Nacional do Brasil no Dia Internacional da Mulher Negra Latino-Americana e Caribenha, 24 de julho de 2020.

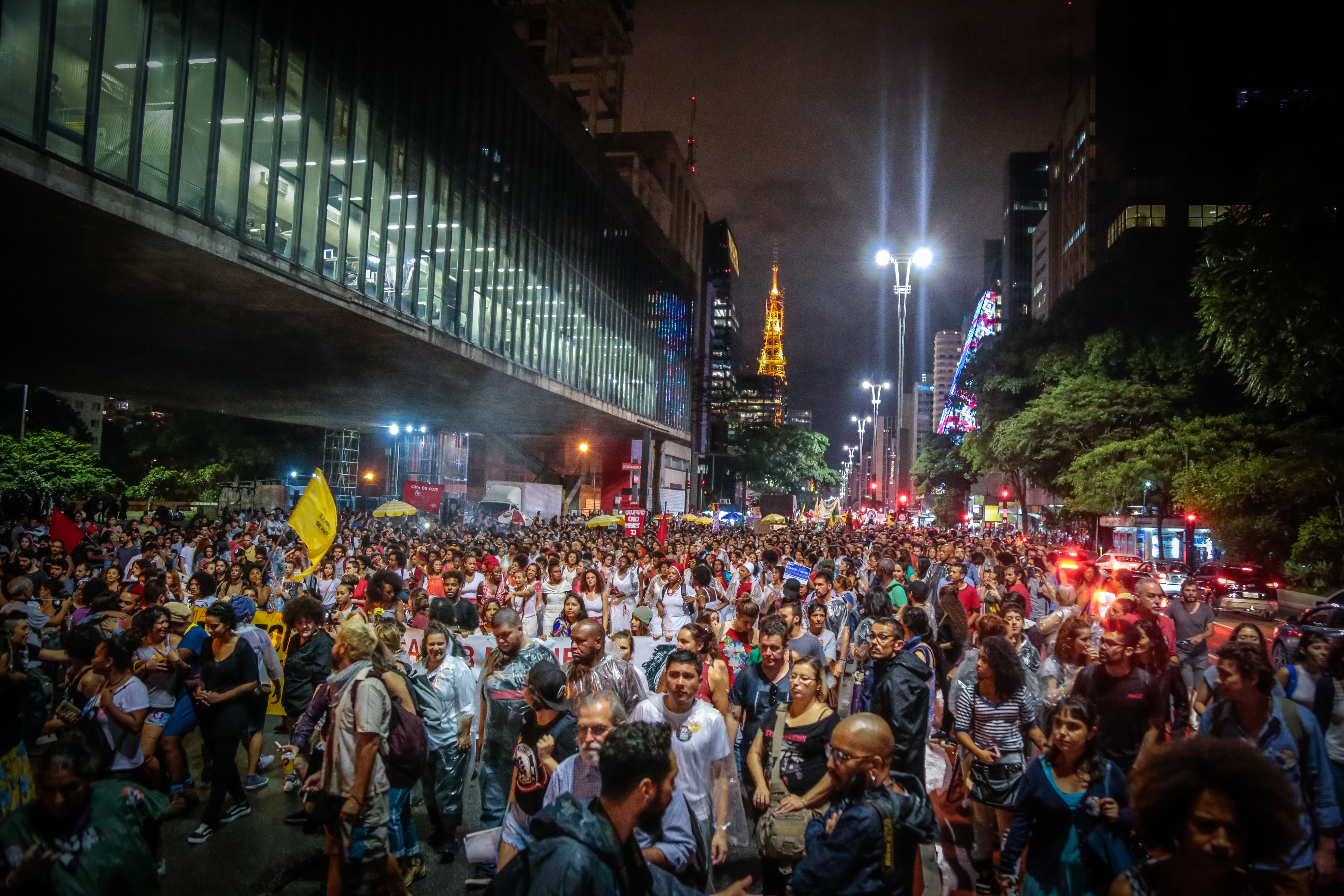
Protesto "Quem mandou matar Marielle?" na Avenida Paulista, em São Paulo, 14 de março de 2019.

O assassinato dela motivou reações nacionais e internacionais, como a organização de diversos protestos em todo o território brasileiro e oposição de parte dos eurodeputados à negociação econômica entre União Europeia e Mercosul.
O então presidente Michel Temer afirmou que o crime era "inaceitável" e que "não ficaria impune", enquanto a Câmara dos Deputados realizou sessão solene em sua homenagem, bem como todos os ministros do Supremo Tribunal Federal (STF) proferiram discursos de pesar.
De outro lado, figuras públicas ligadas à direita e a extrema-direita brasileira, como os jornalistas Reinaldo Azevedo e Augusto Nunes, acusaram a esquerda de explorar politicamente o assassinato de Marielle. Em Salvador, durante o Fórum Social Mundial, Dilma Rousseff chegou a afirmar que o assassinato "fez parte de um dos atos deste golpe que desencadearam no Brasil".
Em acréscimo, pessoas e grupos representativos da direita, como o Movimento Brasil Livre e o deputado Alberto Fraga (DEM), publicaram mensagens caluniosas nas redes sociais que afirmavam que Marielle, teria uma suposta ligação com traficantes. Nas semanas seguintes, o poder judiciário, por meio de sentenças proferidas por magistrados distintos, sob pena de ter de pagar indenizações, determinou a remoção de publicações do MBL contendo conteúdo calunioso ou falso sobre Franco no Facebook e no YouTube.

### Investigação, julgamento e condenação
A principal linha de investigação das autoridades competentes é que seu assassinato se tratou de uma execução, embora não descartem outros potenciais motivos. No entanto, segundo investigações a respeito da direção dos tiros e sobre o fato de haver outro carro dando possível cobertura aos atiradores, a hipótese de um crime premeditado se fortalece. Além do fato que haver dois carros clonados no Rio de Janeiro na noite do assassinato, um deles era o Cobalt prata do qual foram feitos os disparos que tiraram a vida de Marielle e o motorista Anderson Gomes. Segundo a Human Rights Watch, o assassinato dela relacionou-se à "impunidade existente no Rio de Janeiro" e ao "sistema de segurança falido" do estado.
A jornalista investigativa Vera Araújo foi uma das primeiras jornalistas a investigar o local do crime. Ela encontrou testemunhas que a polícia não havia identificado. Ao longo da produção do inquérito policial, Vera Araújo acompanhou o dia a dia da investigação policial. Foi por intervenção da jornalista que a mídia chegou a nomes de matadores de aluguéis que atuavam no Rio de Janeiro, incluindo o do ex-policial Ronnie Lessa.
Em agosto de 2018 a polícia passou a investigar o possível envolvimento da milícia chamada Escritório do Crime no caso. Em 12 de março de 2019, a Polícia Civil prendeu um ex-policial militar e um policial militar reformado acusados de terem assassinado a vereadora e seu motorista. Conforme a Polícia, o policial reformado Ronnie Lessa atirou contra a vereadora e o ex-militar Élcio Vieira de Queiroz dirigia o carro que perseguia Marielle.
Em 28 de julho de 2021, o miliciano Almir Rogério Gomes da Silva foi preso, acusado de ser o mandante do assassinato de Marielle, segundo o depoimento de Júlia Lotufo, a viúva de Adriano da Nóbrega.
Em 23 de janeiro de 2024, o ex-policial Ronnie Lessa em acordo de delação premiada celebrado com a Polícia Federal e homologado pelo Supremo Tribunal Federal no intuito de fornecer detalhes do crime, indica como mandante do crime Domingos Brazão.
No dia 24 de março de 2024, os irmãos Domingos Brazão e Chiquinho Brazão, com o delegado Rivaldo Barbosa, foram presos, sob a acusação de serem os mandantes dos assassinatos. O trio foi alvo de mandados de prisão preventiva expedidos pelo ministro Alexandre de Moraes no âmbito da Operação Murder, Inc., deflagrada pela Procuradoria-Geral da República (PGR), pelo Ministério Público do Estado do Rio de Janeiro (MPRJ) e pela Polícia Federal (PF). Domingos é conselheiro do Tribunal de Contas do Estado (TCE-RJ); Chiquinho é deputado federal pelo União Brasil; Rivaldo era chefe da Polícia Civil do Estado do Rio de Janeiro na época do atentado e hoje atua como coordenador de Comunicações e Operações Policiais da instituição.
Em 31 de outubro de 2024, Ronnie Lessa foi condenado a 78 anos, nove meses e trinta dias de prisão. Já Élcio Queiroz cumprirá pena de 59 anos, oito meses e dez dias.

## Legado

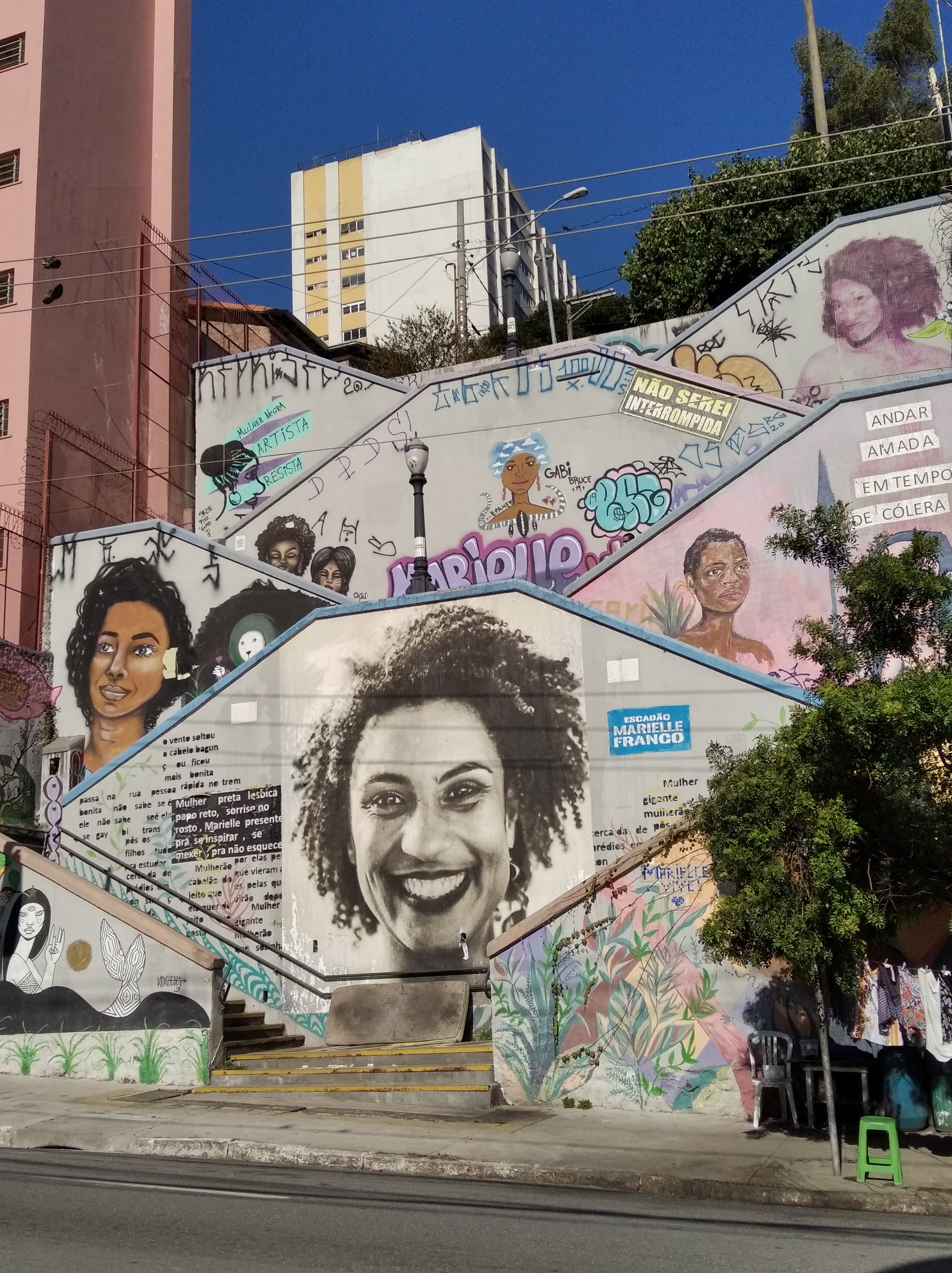
Escadão Marielle Franco em Pinheiros, São Paulo.

Em março de 2018, recebeu postumamente da Assembleia Legislativa do Estado do Rio de Janeiro (ALERJ) a Medalha Tiradentes por seu trabalho em "ações de justiça social, promoção da cidadania, valorização da mulher e da comunidade negra, combate à pobreza e à violência nas favelas, promoção da saúde da mulher e da população LGBT e fim dos crimes por motivações raciais e sexuais." Em julho de 2018, a ALERJ também aprovou a Lei 8054/2018 que consolidou 14 de março ao Calendário Oficial do Estado do Rio de Janeiro como o "Dia Marielle Franco – Dia de Luta contra o genocídio da Mulher Negra".
Dias após a morte de Marielle, a cantora estadunidense Katy Perry a homenageou durante a passagem da Witness: The Tour pelo Rio de Janeiro. A artista chamou ao palco Luyara Franco e Anielle Franco (filha e irmã de Marielle) e dedicou a canção "Unconditionally" para a ativista, enquanto sua imagem era projetada no telão do palco.
Em novembro de 2018, a Anistia Internacional incluiu o nome de Franco em sua campanha para aqueles que escreveram pelos direitos humanos e perderam suas vidas, enquanto que em dezembro do mesmo ano um tributo online listou Franco entre mais de 400 principais defensores dos direitos das mulheres pela Associação para os Direitos da Mulher no Desenvolvimento.
Uma oficina de arte digital foi realizada em Nairóbi, Quênia, intitulada "Retratos de Marielle: Criando Pontes entre o Quênia e o Brasil" com a participação de jovens artistas quenianos, sendo que as obras foram exibidas no Museu da Maré no Rio de Janeiro em 10 de novembro de 2018.

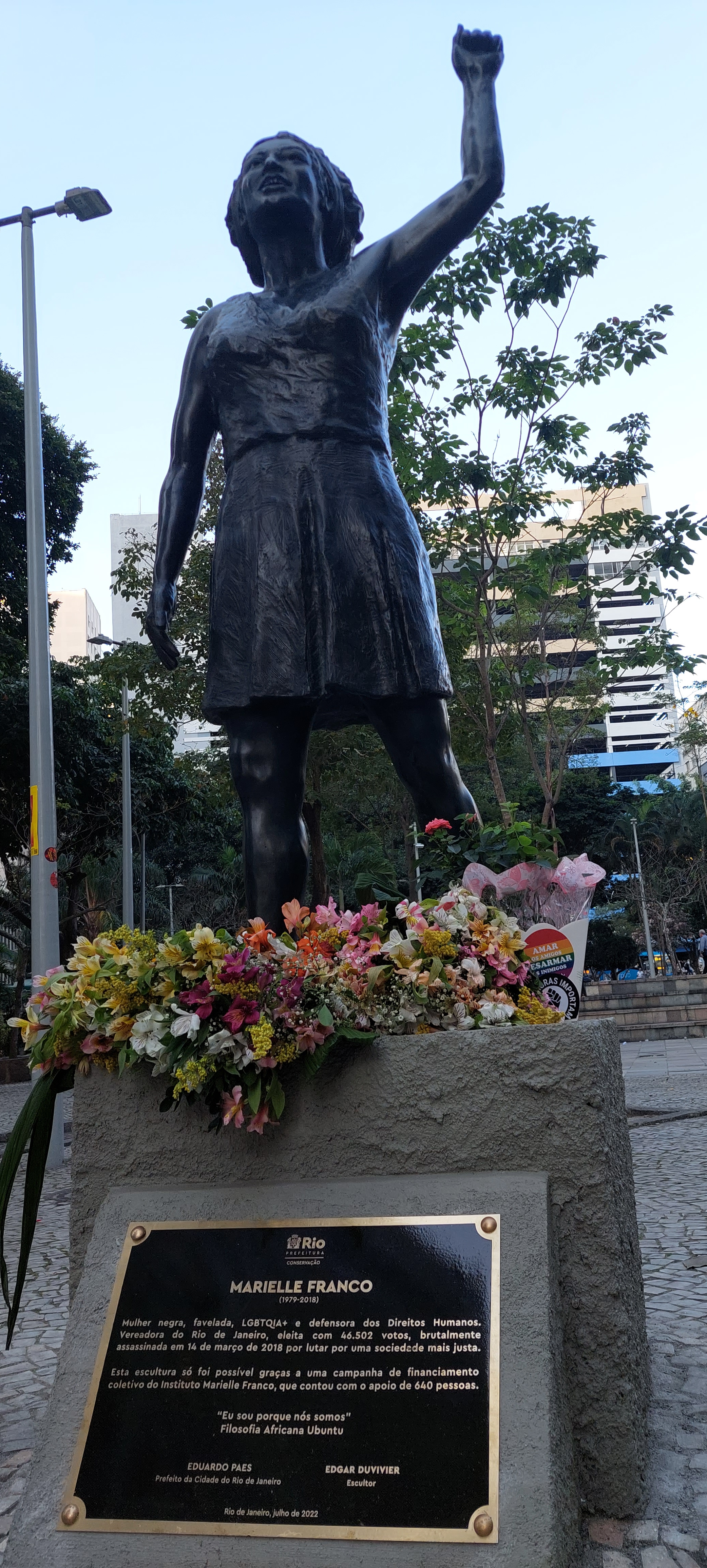
Estátua de Marielle Franco no Buraco do Lume, no Rio de Janeiro.

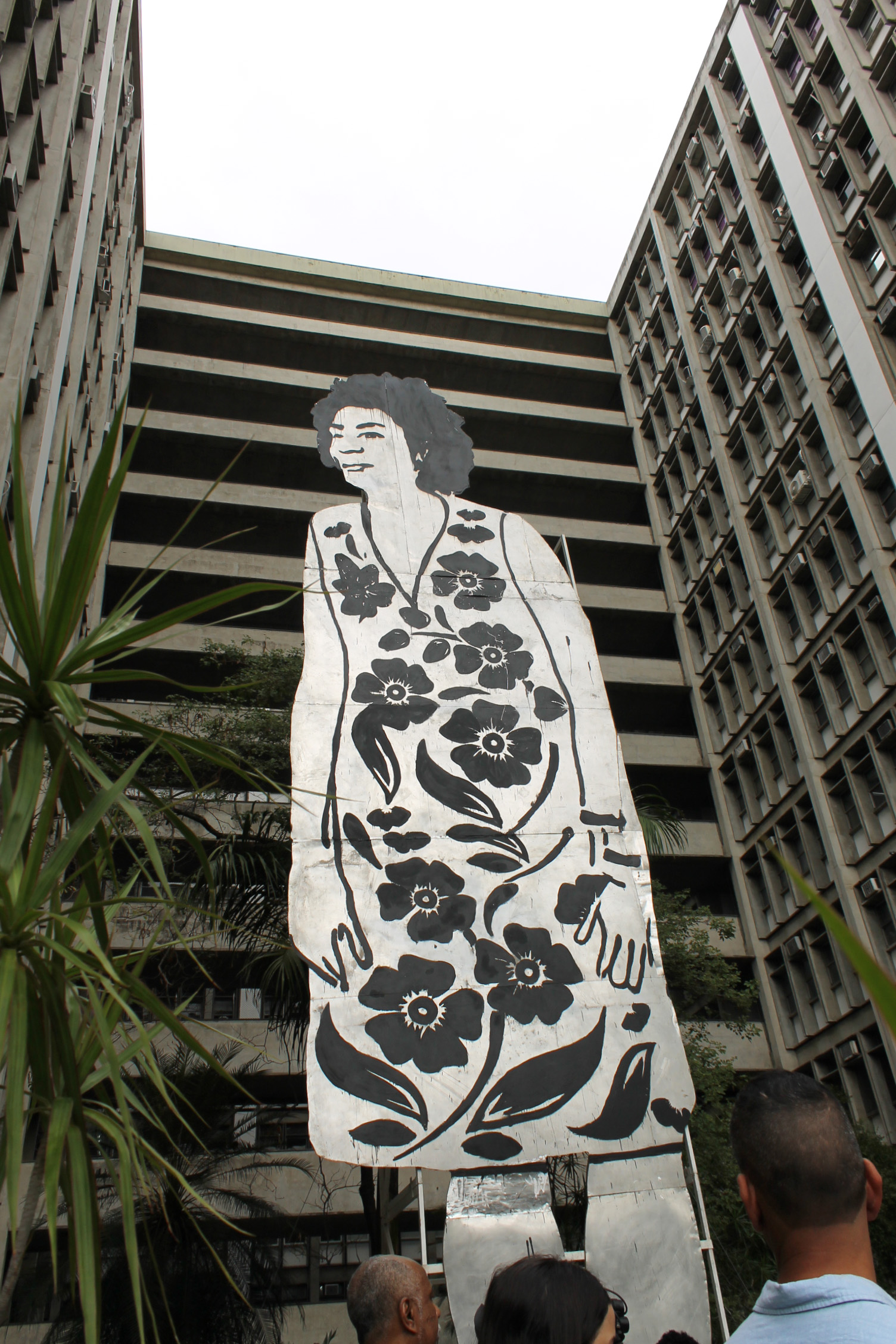
Feita em metal, alumínio e madeira, a obra tem de cerca de 11 metros e faz parte da série Corte-seco, do artista plástico Paulo Nazareth.

Em março de 2019, Marielle foi postumamente agraciada pelo Congresso Nacional do Brasil com o Diploma Bertha Lutz, concedidos a mulheres que tenham oferecido relevante contribuição na defesa dos direitos da mulher e questões do gênero no Brasil. No mesmo mês, o auditório II do Instituto de Filosofia e Ciências Humanas (IFCH) da Universidade Estadual de Campinas (Unicamp) recebeu o nome de Marielle Franco.
Marielle também foi homenageada pela escolas de samba Vai-Vai e Estação Primeira de Mangueira durante os desfiles do Carnaval de São Paulo e do Carnaval do Rio de Janeiro de 2019, respectivamente. Em setembro de 2019, a cidade de Paris, na França, inaugurou um jardim suspenso de 2,6 mil m² e mais de 70 árvores em homenagem a Marielle Franco no 10° distrito da cidade.
Uma série de documentos intitulada Marielle - O Documentário foi lançada pela Globoplay em 13 de março de 2020. A versão 19 do antiX, uma distribuição Linux baseada no Debian Stable, leva o nome de Marielle Franco. A editora Contracorrente também passou a promover, em 2020, o Prêmio Marielle Franco de Ensaios Feministas, cujo objetivo é reverenciar a memória e a luta da ex-vereadora por meio do incentivo ao pensamento feminista.
Em 14 de março de 2021, foi inaugurada a placa em homenagem à Marielle Franco na Praça Floriano, a Cinelândia, no Centro da cidade do Rio de Janeiro.
No dia 27 de julho de 2022, foi inaugurada uma estátua de Marielle Franco no Buraco do Lume, praça do Centro da cidade do Rio de Janeiro, considerada ponto tradicional de manifestação política dos partidos de esquerda, tendo sido bastante frequentada por Marielle em vida. A estátua, de autoria de Edgar Duvivier, foi custeada através de um financiamento coletivo organizado pelo Instituto Marielle Franco, e contou com o apoio de 640 pessoas. Em 13 de setembro de 2024, a Secretaria Municipal de Conservação confirmou que a placa de identificação da estátua de Marielle Franco foi furtada no Buraco do Lume. Em 25 de outubro, a placa de identificação da estátua, que tem as mesmas inscrições do modelo original, foi reinstalada pela Secretaria Municipal de Conservação após o furto da peça original no mês anterior.
No dia 28 de julho de 2025, um dia após a data em que Marielle completaria 46 anos, foi realizada uma cerimônia de inauguração de uma escultura em sua homenagem e em referência ao Julho das Pretas, na UERJ. Feita em metal, alumínio e madeira, a obra tem de cerca de 11 metros e faz parte da série Corte-seco, do artista plástico Paulo Nazareth.

### Instituto Marielle Franco

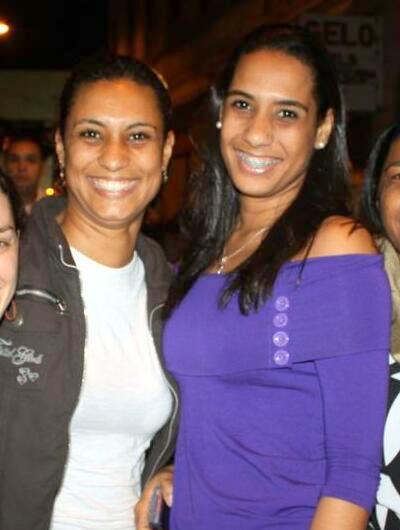
Marielle junto a sua irmã Anielle Franco, diretora do Instituto Marielle Franco e ministra da Igualdade Racial.

O Instituto Marielle Franco foi criado por sua família, com o intuito de buscar justiça sobre o caso, além de defender a memória da vereadora e articular a formação política para mulheres, população negra e favelada. Anielle Franco, irmã de Marielle, é diretora do Instituto.
Ações:
- Março por Marielle — Durante o mês de março de 2020, o Instituto Marielle Franco organizou diversas atividades para lembrar os dois anos do Assassinato de Marielle Franco e incentivou a manifestação de ações espontâneas e coletivas. Ao todo foram 270 atividades cadastradas. Uma delas foi em parceria com a Anistia Internacional.[94] Por meio de um financiamento coletivo, foi possível o funcionamento da Casa Marielle, um espaço de formação política e atividades culturais.[95][96] O espaço foi localizado no Largo de São Francisco da Prainha, região portuária do Rio de Janeiro. Com a pandemia do Coronavírus as atividades foram finalizadas em 12 de março.
- Mapa Corona nas Periferias — Uma iniciativa conjunta com o portal Favela em Pauta e do Twitter Brasil, atuaram na criação de um mapa para dar visibilidade às iniciativas de combate contra o coronavírus da COVID-19 nas favelas e periferias do Brasil.[97]

## Vida pessoal
Franco se identificava como bissexual. Em 2017, mudou-se para o bairro carioca da Tijuca com sua companheira, Monica Tereza Benicio, e sua filha Luyara Santos, então com 18 anos. Marielle e Monica se conheceram em uma viagem com amigas em 2005, quando tinham 18 e 24 anos, respectivamente. Nessa época, Monica se relacionava com outras mulheres e homens e Marielle com outros homens. As duas planejavam uma festa de casamento para 7 de setembro de 2019.